# Ouled Ali
Ne doit pas être confondu avec Ouled 'Ali.
 (avril 2012).
Si vous disposez d'ouvrages ou d'articles de référence ou si vous connaissez des sites web de qualité traitant du thème abordé ici, merci de compléter l'article en donnant les références utiles à sa vérifiabilité et en les liant à la section « Notes et références ».
Ouled Ali (en arabe اولادعالي) est un douar situé à 7 km au Nord-Est de Ouarizane (ﻭﺍﺭﻳﺯﺍﻥ) sur le massif montagneux du Dahra, dans l'ouest algérien. Ce petit douar faisait partie avant l'indépendance du département de Mostaganem (مستغانم) et aujourd'hui il est rattaché à la wilaya de Relizane (Wilaya n°48) (غليزان). La limite Est du douar constitue la frontière avec la Wilaya de Chlef.

## Galerie

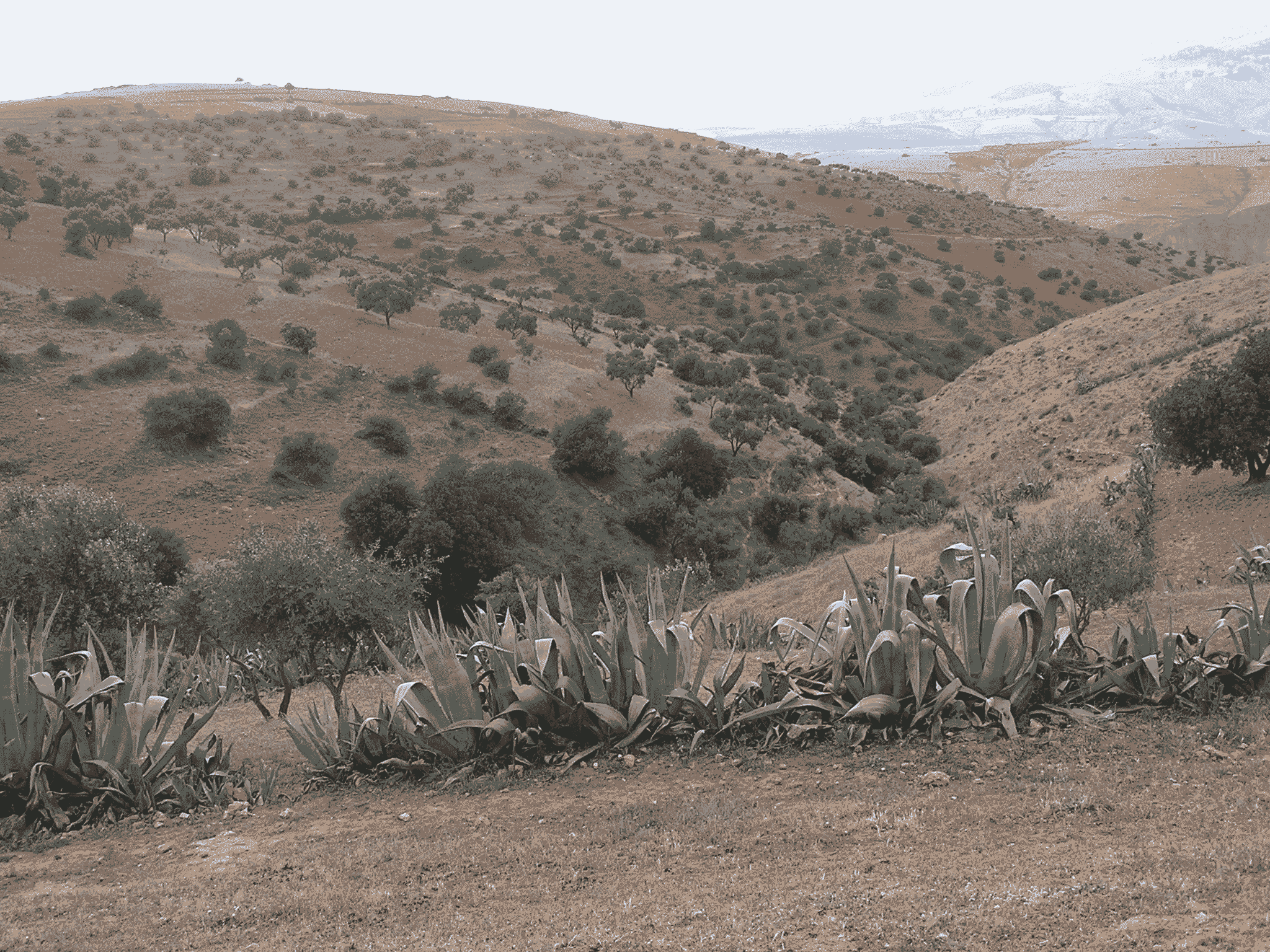
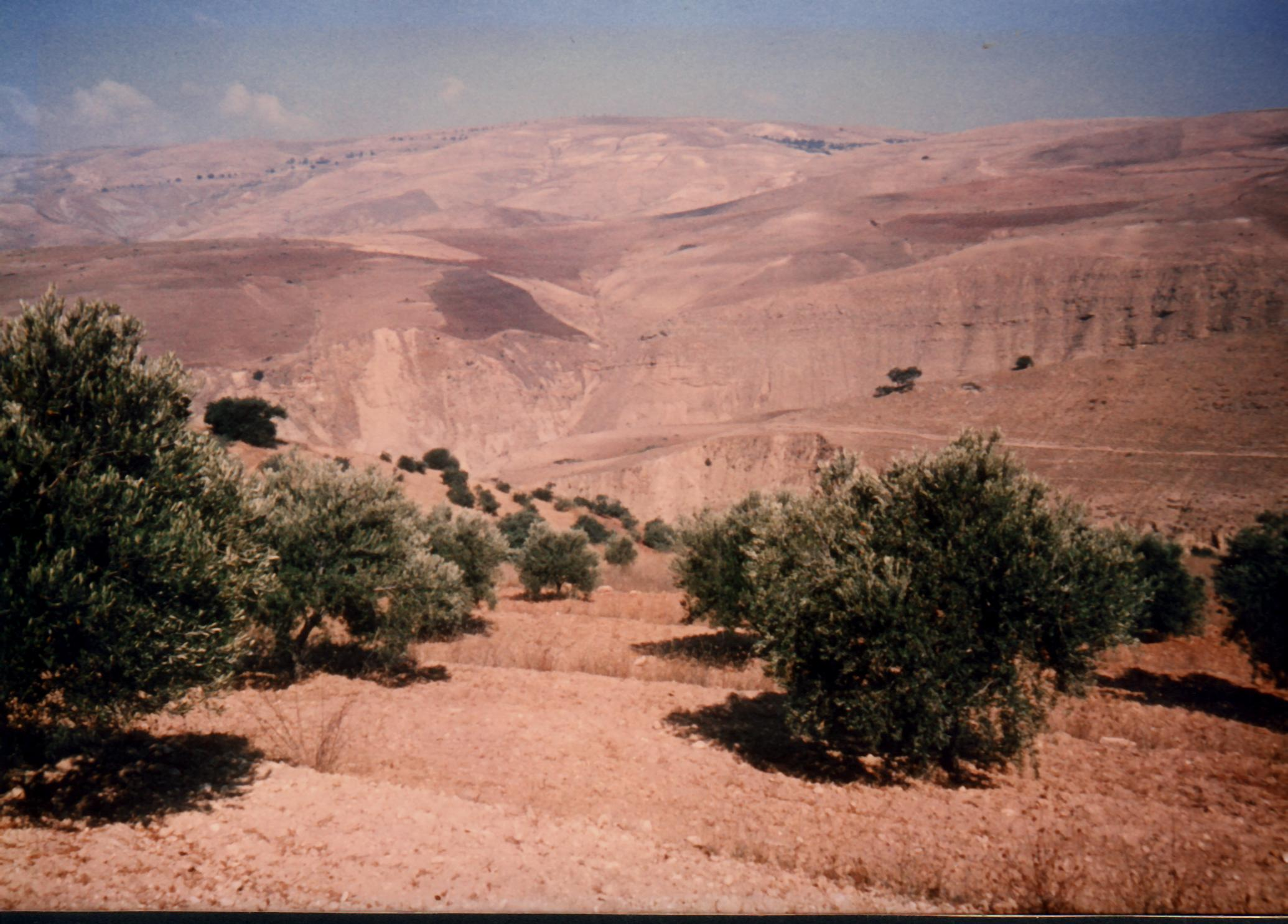
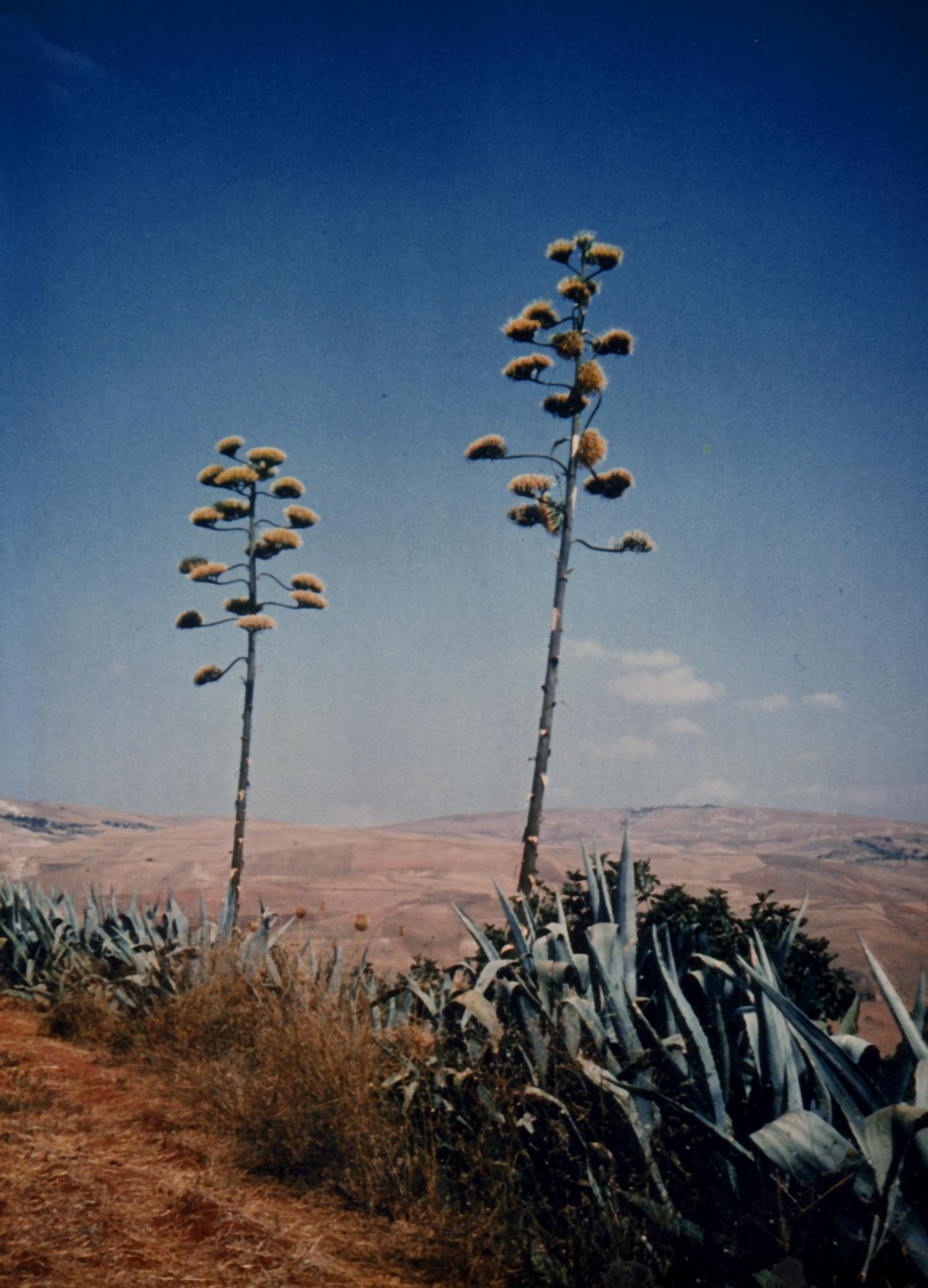